# François Lavallée
Pour les articles homonymes, voir Lavallée.
Œuvres principales
- Le traducteur averti
- Le traducteur encore plus averti

François Lavallée, né le 4 octobre 1963 à Québec, est un traducteur, conférencier et auteur québécois.

## Traducteur
François Lavallée est titulaire d’un baccalauréat en traduction de l’Université Laval (1985). Il y enseigne aussi à temps partiel depuis 2002 à titre de chargé de cours.
En 2005, il publie Le traducteur averti, un guide de traduction pratique. Un « tome II » suit en 2016,  Le traducteur encore plus averti. Les deux ouvrages sont bien reçus dans le milieu de la traduction : « [François Lavallée] invite [les traducteurs] à sortir de leurs “ornières”, de ces traductions quasi automatiques qui débouchent sur des résultats s’approchant de ceux des machines. C’est en effet dans la capacité de ces langagiers de traduire comme des humains (pour des humains) que réside leur avantage concurrentiel. »
Après avoir été travailleur autonome pendant plus de vingt ans, il rejoint en 2009 le cabinet de traduction Edgar à titre de vice-président à la formation et à la qualité. 

## Auteur
Parallèlement à sa carrière en traduction, François Lavallée est aussi l’auteur de deux recueils de nouvelles (Le tout est de ne pas le dire en 2001 et Dieu, c’est par où? en 2006), d’un recueil de fables (Quand la fontaine coule dans la vallée, 2007) et d’un roman (L’homme qui fuyait, 2013).  

## Œuvres
- Le tout est de ne pas le dire (nouvelles), Triptyque, Montréal, 2001, 172 p.
- Le traducteur averti : Pour des traductions idiomatiques (guide de traduction), Linguatech, Montréal, 2005, 234 p.
- Dieu, c’est par où? (nouvelles), Guy Saint-Jean, Laval, 2006, 157 p.
- Quand la fontaine coule dans la vallée, fables d'ici pour maintenant, Linguatech, Montréal, 2007, 62 p.
- Tweets et gazouillis pour des traductions qui chantent (en coll. avec Grant Hamilton), Linguatech, Montréal, 2012, 164 p.
- L’homme qui fuyait (roman), Guy Saint-Jean, Laval, 2013, 300 p.
- Le traducteur encore plus averti : Pour sortir des ornières de traduction, Linguatech, Montréal, 2016, 309 p.
- Au-delà du traducteur averti : Pour préserver le génie de la langue, Les Presses de l'Université de Montréal, coll. « Linguatech », septembre 2023, 336 p. (ISBN 978-2-7606-4904-0)